# Синдром отмены антипсихотиков
Синдром отмены антипсихотиков (нейролептиков) — психические, неврологические и т. п. нарушения, которые развиваются в течение дней или недель после прекращения лечения нейролептиком или снижения дозы. Характерен прежде всего для типичных антипсихотиков.

## Общая характеристика
Помимо длительной терапии, синдром отмены нейролептиков нередко возникает в тех случаях, когда фармакотерапия продолжалась менее полугода; иногда даже после двухнедельной терапии антипсихотиками. Максимальная выраженность симптомов отмены проявляется обычно в течение 1—4 дней, с последующим разрешением за 7—14 дней, в отдельных случаях до 3—4 недель. Существует также предположение, что синдром отмены нейролептиков может сохраняться в течение длительных периодов после отмены препарата, если приём его был длительным.
Симптомы более выражены при резком обрыве терапии, переводе с низкопотентного антипсихотика на другой антипсихотик и при одновременном прекращении приёма корректоров. В основе механизма синдрома отмены — развитие фармакодинамического стресса на фоне адаптации и гиперчувствительности медиаторных систем, преимущественно дофаминергических и холинергических. Кроме того, определённую роль играет также прекращение противорвотного и седативного эффекта нейролептиков.
Во избежание данного синдрома отмена нейролептиков должна проводиться постепенно под наблюдением врача. Во многих случаях отмена может осуществляться в течение нескольких недель, но высказывалось предположение, что для пациентов, принимавших препараты в течение многих лет, отмена, длящаяся несколько недель, не является достаточно постепенной.
Синдром отмены нейролептиков легко может быть принят за рецидив того заболевания, для лечения которого был назначен нейролептик. Кроме того, синдром отмены сам по себе может сделать рецидив основного заболевания более вероятным. Известны также случаи, когда отмена антипсихотических препаратов приводила к возникновению психотических эпизодов у людей без психических расстройств в анамнезе. В частности, исследования действия клозапина показывают, что люди могут стать более склонны к возникновению психозов после прекращения приёма клозапина, чем до начала его приёма.
Симптомы отмены антипсихотиков отмечались также у новорождённых, чьи матери принимали нейролептики во время третьего триместра беременности.

## Разновидности синдрома отмены

### Психоз гиперчувствительности, или психоз «отдачи»
Клинические проявления: возвращение прежней или даже появление новой психотической симптоматики вскоре после начала снижения дозировки или отмены нейролептика. Часто психозы гиперчувствительности могут сопровождаться другими симптомами дофаминовой гиперчувствительности (развитие поздней дискинезии), могут они сопровождаться и повышением уровня пролактина в крови.

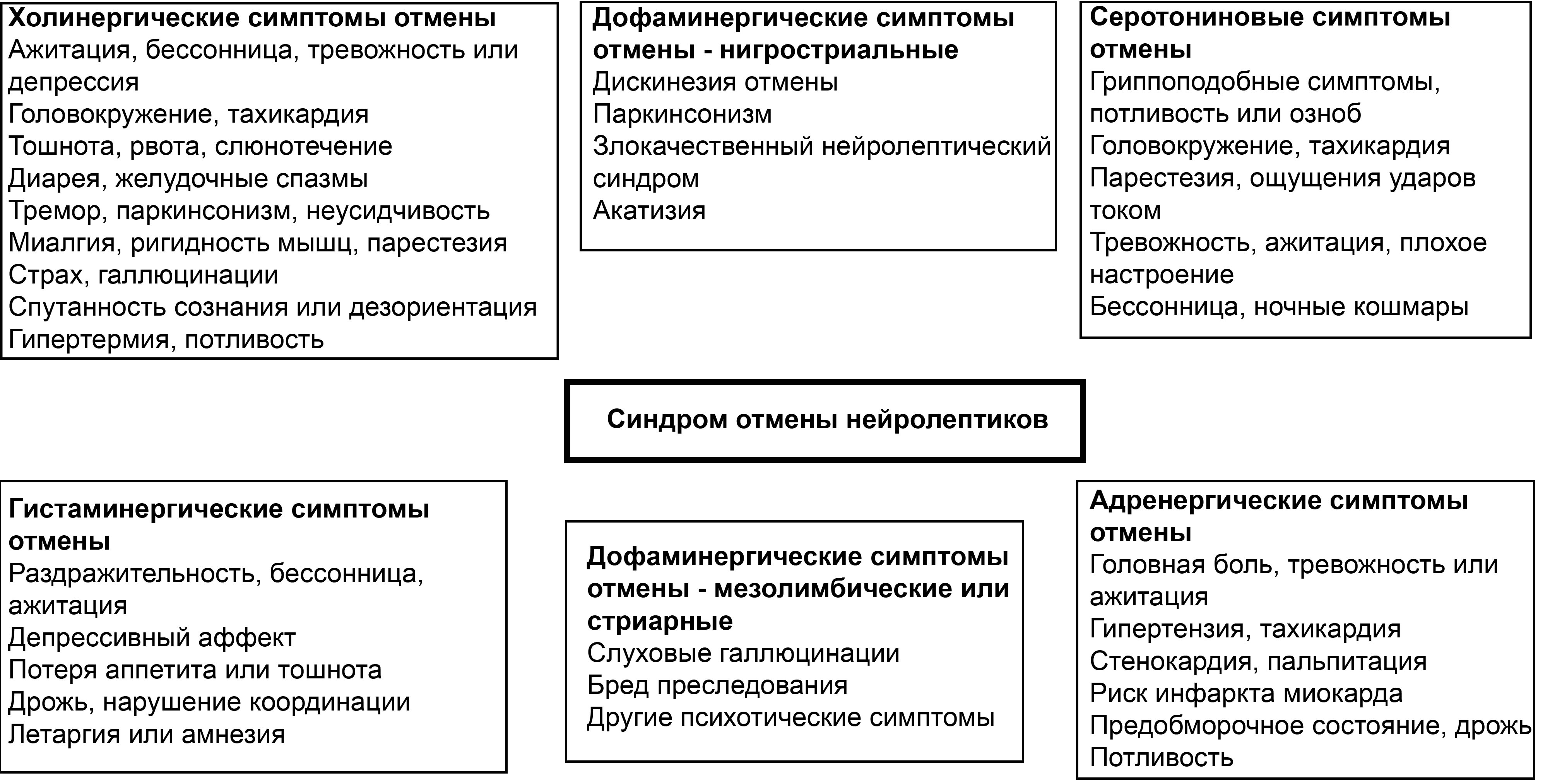
Симптомы при отмене нейролептиков (по публикации M. A. Horowitz, S. Jauhar, S. Natesan, R. M. Murray, D. Taylor в журнале Schizophrenia Bulletin)

Предполагается, что длительное назначение типичных нейролептиков приводит к увеличению плотности постсинаптических дофаминовых рецепторов в ЦНС, в том числе в мезолимбической области. Развивающийся таким образом феномен гиперчувствительности дофаминовых структур мезолимбической области может проявить себя вследствие отмены или снижения доз нейролептиков.
Психоз сверхчувствительности следует дифференцировать с обострением психического расстройства, по поводу которого проводилась терапия нейролептиком. Риск обострения у стабильных пациентов низкий в первые 2—3 недели после отмены антипсихотика и повышается в последующие месяцы. Зафиксированы случаи возникновения психозов сверхчувствительности у людей без психических расстройств в анамнезе.

### Дискинезия отдачи, или демаскированная дискинезия
Дискинезией отдачи (демаскированной дискинезией, дискинезией отмены) называется дискинезия, проявляющаяся в первые дни или недели после отмены нейролептика либо снижения его дозы и полностью регрессирующая в последующие 3 месяца. Клинически дискинезия отдачи может проявляться симптомами, характерными для поздней дискинезии: хореиформным или дистоническим гиперкинезом либо их комбинацией, акатизией отмены и др. Как и при поздней дискинезии, могут наблюдаться движения языка, жующие движения, частое моргание, хореиформные или баллистические движения конечностей, спастическая кривошея, необычные вокализации.

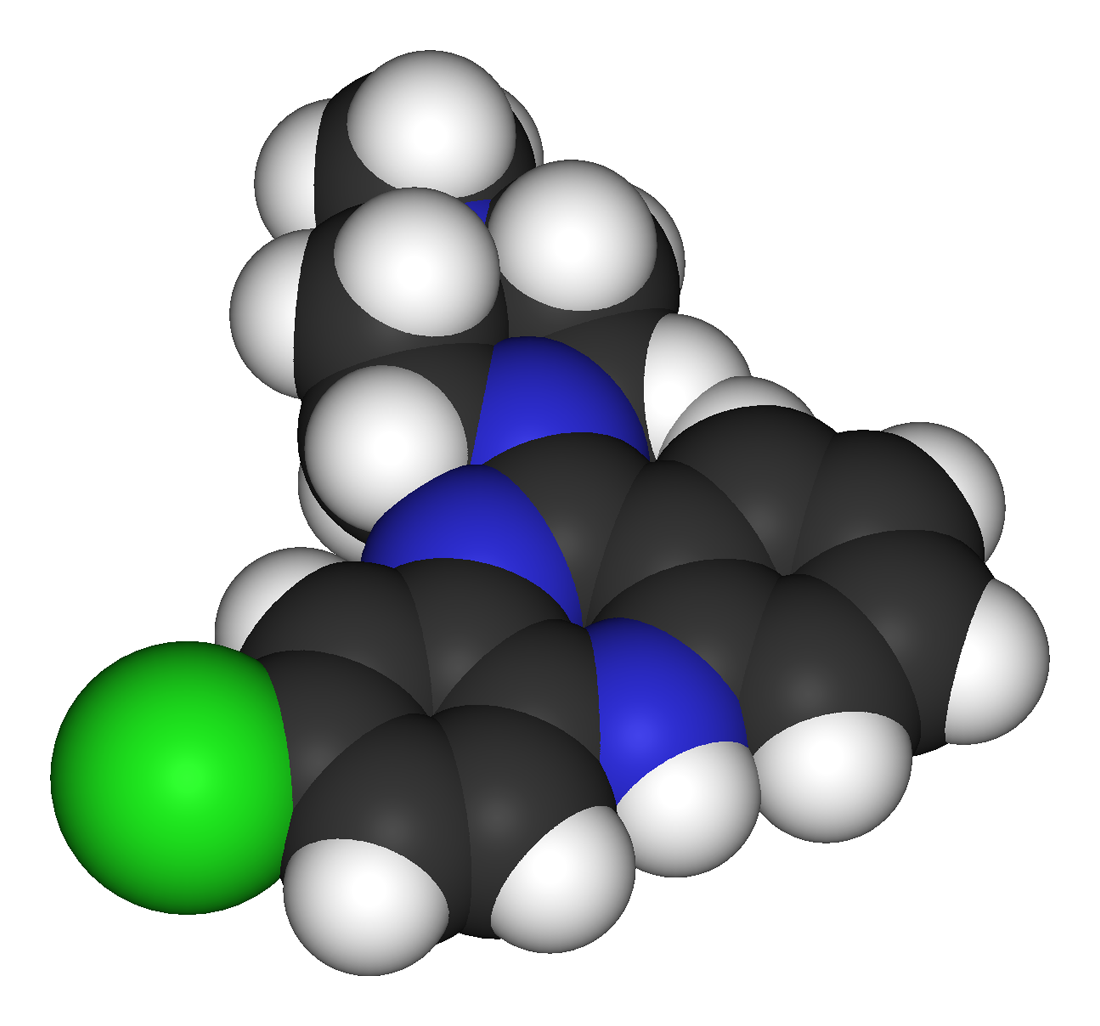
Химическая структура клозапина (азалептина) — нейролептика, часто вызывающего синдром отмены

Причиной развития дискинезии отдачи является гиперчувствительность дофаминовых рецепторов нигростриарной области, развивающаяся в результате длительного приёма нейролептика. Также причинами могут быть холинергическая гиперактивность и нарушение равновесия между уровнем дофамина и ацетилхолина в базальных ганглиях.
При одновременной отмене нейролептиков и антихолинергических средств риск развития дискинезий возрастает. Приём антихолинергических средств в течение 1—2 недель после отмены нейролептиков значительно снижает риск развития дискинетических расстройств.
Лечение. В лёгких случаях специального лечения, как правило, не требуется. При выраженной дискинезии, беспокойстве, тошноте, нарушающих повседневную активность пациентов, возможно повторное назначение антипсихотика, отмена которого вызвала дискинезию, в более низкой дозе с последующей медленной его отменой. Иногда вместо него назначают атипичный антипсихотик. Дополнительно используют бензодиазепины, а при дистоническом гиперкинезе — холинолитики. В тяжёлых случаях рекомендуется также применение препаратов лития и вальпроевой кислоты.

### Синдром холинергической «отдачи»
Включает в себя гриппоподобные симптомы, бессонницу, возбуждение, спутанность, беспокойство, тревогу, экстрапирамидные расстройства.
По-видимому, в основе механизма синдрома отмены нейролептиков лежит гиперчувствительность не только дофаминовых, но также и мускариновых холинергических рецепторов. Особенно часто симптомы холинергической гиперчувствительности развиваются после отмены низкопотентных нейролептиков, таких как хлорпромазин (аминазин), поскольку препараты этой группы обладают бо́льшим по сравнению с высокопотентными нейролептиками сродством к мускариновым рецепторам. Высокое сродство к холинергическим рецепторам характерно и для клозапина, оланзапина — препаратов, среди атипичных нейролептиков характеризующихся наибольшим риском возникновения данного синдрома. Может возникать он и при отмене принимаемых одновременно с антипсихотиками антихолинергических средств (корректоров нейролептической терапии).

### «Ранняя активация»
Под «ранней активацией» понимается развитие у пациента после отмены нейролептика избытка энергии, повышенной активности, бессонницы. Традиционно данные симптомы рассматривались как стимулирующий эффект нового препарата вследствие перевода пациента на другой нейролептик, как нежелательное явление у психотических больных или как признаки утяжеления психоза. В действительности же клинический феномен «ранней активации» следует рассматривать исключительно как эффект отмены.
Данный эффект связан с прекращением блокады гистаминовых рецепторов 1 типа (H1) и развивается при резкой отмене препаратов, характеризующихся высоким сродством к этим рецепторам. К таким препаратам относятся большинство седативных (низкопотентных) антипсихотиков (аминазин, тизерцин и др.), а кроме того, оланзапин и клозапин.
В каждом конкретном случае необходим дифференциальный диагноз «ранней активации» с акатизией, возбуждением и собственно редукцией седативного эффекта.

### Другие симптомы
Неспецифические расстройства: желудочно-кишечные нарушения (тошнота, диарея), потливость, головная боль и др.